# HD 4222
HD 4222，又名BD+54 143，SAO 21677、HR 196，是一颗恒星，视星等为5.42，位于銀經122.05，銀緯-7.64，其B1900.0坐标为赤經0h 39m 35s，赤緯+54° -7.64′ 27″。